# 九州農政局鹿児島県拠点
九州農政局鹿児島県拠点は、農林水産省の地方支分部局である九州農政局（熊本市）の出先機関。

## 主たる業務
鹿児島県内における農業者の経営安定に関する業務全般を担当する。
2015年10月に行われた農水省の組織見直しにより、「九州農政局鹿児島農政事務所」→「九州農政局鹿児島地域センター」・「九州農政局鹿屋地域センター」から「九州農政局鹿児島県拠点」に改められ、消費者に関する分野は九州農政局本局に業務統合された。

## 組織
- 鹿児島県拠点（鹿児島市山下町）（消費・安全チームのみ鹿児島市小川町）
  - 鹿屋駐在所（鹿屋市西原）

## 管内事務所・事業所
- 南部九州土地改良調査管理事務所 鹿児島支所（鹿屋市西原）
- 肝属中部農業水利事業所（鹿屋市新川町）
- 沖永良部農業水利事業所（大島郡知名町知名）